# Оберталь (Берн)
Оберталь (нім. Oberthal BE) — громада  в Швейцарії в кантоні Берн, адміністративний округ Берн-Міттельланд.

## Географія
Громада розташована на відстані близько 17 км на схід від Берна.
Оберталь має площу 10,5 км², з яких на 5,2% дозволяється будівництво (житлове та будівництво доріг), 62,8% використовуються в сільськогосподарських цілях, 31,9% зайнято лісами, 0% не є продуктивними (річки, льодовики або гори).

## Демографія
2019 року в громаді мешкало 723 особи (-8% порівняно з 2010 роком), іноземців було 2,1%. Густота населення становила 69 осіб/км².
За віковим діапазоном населення розподілялося таким чином: 19,6% — особи молодші 20 років, 59,5% — особи у віці 20—64 років, 20,9% — особи у віці 65 років та старші. Було 321 помешкань (у середньому 2,2 особи в помешканні).
Із загальної кількості 360 працюючих 135 було зайнятих в первинному секторі, 53 — в обробній промисловості, 172 — в галузі послуг.